# Fieschertal
Fieschertal est une commune suisse du canton du Valais, située dans le district de Conches.

## Géographie
Le Wysswasser, torrent affluent du Rhône, coule à Fieschertal.

## Culture et patrimoine

### Héraldique
| Blason | Blasonnement : Coupé, au premier d'or à une rose de gueules boutonnée d'or, pointée, tigée et feuillée de sinople, mouvant du trait de la partition ; au deuxième chevronné d'azur et d'argent de quatre pièces, mouvant du trait et chaussé de sinople, un pal ondé d'argent brochant . |